# Zuwanderergruppe
Durch die Einteilung von Immigranten in Zuwanderergruppen werden Migrantenströme untergliedert. In der Regel erfolgt die Kategorisierung der jeweiligen Zuwanderergruppe unter Zuhilfenahme rechtlicher Grundsätze des jeweiligen Ziellandes.

## Bundesrepublik Deutschland
Die Zuwanderungsgründe bestimmt nach deutscher Gesetzgebung das Aufenthaltsrecht. Der Migrationsbericht vom November 2001 des Ausländerbeauftragten der Bundesregierung für Ausländerfragen unterscheidet folgende Zuwanderungsgründe: EU-Binnenmigration, Familien- und Ehegattennachzug von Drittstaatsangehörigen, Spätaussiedler, Zuwanderung von Juden aus dem Gebiet der ehemaligen Sowjetunion, Asylbewerber und Konventionsflüchtlinge, Flüchtlinge aus dem ehemaligen Jugoslawien, zeitlich begrenzte Arbeitsmigration aus Nicht-EU-Staaten, IT-Fachkräfte, ausländische Studierende, Rückkehr deutscher Staatsbürger.
Der Migrationsbericht 2023 unterscheidet folgende Zuwanderungsgründe: EU-Binnenmigration, Erwerbsmigration, Bildungsmigration, Flucht und humanitäre Aufnahmen, Migration aus familiären Gründen, Migration aus besonderen aufenthaltsrechtlichen Gründen, Spätaussiedlerinnen und Spätaussiedler, Zuwanderung von deutschen Staatsangehörigen. Betont wird, dass Menschen zu mehreren dieser Gruppen zählen können.

### EU-Binnenwanderung
Aufgrund der zunehmenden Freizügigkeit innerhalb der Grenzen der EU gelten für Menschen aus den Mitgliedstaaten großzügigere Zuzugsbedingungen als für Personen aus anderen Ländern. Die Gesamtzahl der EU-Bürger, die in einem anderen EU-Land erwerbstätig waren, ohne dessen Staatsangehörigkeit zu besitzen, lag im Jahr 2024 bei 7,4 Millionen. Von diesen waren 2,7 Millionen in Deutschland erwerbstätig.
Laut dem Migrationsbericht 2022 lag die Zahl der Zuzüge von EU-Ausländern nach Deutschland im Jahr 2022 bei mehr als 600.000 und die Zahl ihrer Fortzüge bei mehr als 500.000, bei einem positiven Wanderungssaldo von mehr als 100.000. Im Jahr 2023 gab es laut Migrationsbericht 2023 etwas mehr als 580.000 Zuzüge von EU-Ausländern und fast 520.000 Fortzüge, mit einem positiven Wanderungssaldo von mehr als 60.000.

### Familien- und Ehegattennachzug von Drittstaatenangehörigen
Den Nachzug von Ehegatten und Familien regelt heute für Bürger der EU das EU-Recht, für alle übrigen (bis auf Diplomaten) galt bis 2005 das deutsche Ausländergesetz. Nachzugsberechtigt sind im Sinne des Ausländergesetzes vornehmlich Kinder und Ehegatten von in Deutschland lebenden Deutschen und Ausländern mit verfestigtem Aufenthaltsstatus. Zumeist sind Einreisevisa zur Familienzusammenführung im Herkunftsland der zuzugswilligen Personen zu beantragen.

### Aussiedler
Neben der Anwerbung von Arbeitskräften waren Aussiedler eine weitere bedeutende Quelle der Zuwanderung, als Folge des verlorenen Zweiten Weltkrieges und der damit erfolgten Teilung und Verkleinerung Deutschlands durch die Alliierten. Die Aussiedler aus Osteuropa gelten rechtlich als Deutsche und genießen deshalb einen ungleich besseren Rechtsstatus als die anderen Migranten. Soziale Schwierigkeiten und Integrationsprobleme erleben jedoch auch die Aussiedler.
Die Zahl der Aussiedler belief sich zwischen 1988 und 2004 auf drei Millionen, im Jahre 1990 waren es 397.000. Nach dem neuen deutschen Staatsangehörigkeitsrecht haben Aussiedler samt Ehegatten und Kindern einen Anspruch auf Einbürgerung (Anspruchseinbürgerung). Aussiedler im Sinne des Artikels 116 des Grundgesetzes sind deutsche Volkszugehörige aus den Staaten der ehemaligen Sowjetunion und anderer osteuropäischer Staaten. Ausschlaggebend sind die Kriterien einer deutschen Abstammung, der Prägung durch die deutsche Kultur sowie der Nachweis, sich in ihren bisherigen Siedlungsgebieten zum deutschen Volkstum bekannt zu haben. Die Größte Aussiedlergruppe sind Volkszugehörige aus den Gebieten der ehemaligen Sowjetunion, sogenannte Russlanddeutsche. Die zweitstärkste Gruppe 1990 stellten Aussiedler aus Polen mit 134.000 Menschen, 1998 waren es nur noch 500.
Das Kriegsfolgen-Bereinigungsgesetz von 1993 verschärfte die Bewertungsgrundlagen für die Aufnahme von Aussiedlern deutscher Minderheiten aus Osteuropa durch Einführung der Beweisumkehr. Ein kollektives Kriegsfolgenschicksal wird nur noch zugunsten deutscher Volkszugehöriger aus den Gebieten der ehemaligen Sowjetunion vermutet. Stammen die ehemaligen deutschen Volkszugehörigen aus anderen Vertreibungsgebieten, so müssen sie nun ihr Kriegsfolgenschicksal individuell glaubhaft machen. Zugleich erfolgte eine Begrenzung der Zureise auf jährlich maximal 225.000 Personen und die Forderung des Nachweises von deutschen Sprachkenntnissen. Ab dem 1. Januar 1993 werden Zuwanderer mit diesem Status formal zur Abgrenzung Spätaussiedler genannt. Daraufhin ging die Zahl der in der Hauptsache aus der ehemaligen Sowjetunion (98 Prozent) zugewanderten Spätaussiedler kontinuierlich zurück auf 59.093 im Jahre 2004.
Seit 2005 müssen auch die Familienangehörige Kenntnisse der deutschen Sprache nachweisen.

### Asylsuchende

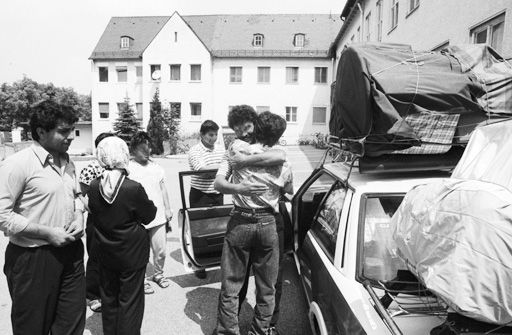
Abschiedsszene unter Asylbewerbern in Deutschland

Das Recht auf Asyl ist Bestandteil der deutschen Verfassung und erlaubt laut Artikel 16a politisch verfolgten Ausländern den Zuzug, soweit diese nicht aus einem als „sicher“ eingestuften Drittland einreisen. Das Bundesamt für die Anerkennung ausländischer Flüchtlinge (BAFl) prüfte und entschied die Asylanträge. Das Bundesamt für Migration und Flüchtlinge (BAMF) hat inzwischen das BAFl ersetzt. Ein abgelehnter Asylbewerber hat die Möglichkeit, vor einem deutschen Verwaltungsgericht gegen den amtlichen Bescheid zu klagen.
Als zweite Rechtsquelle gilt die verbindlich zu handhabende Genfer Flüchtlingskonvention (GFK). Demzufolge erhält ein Ausländer als GFK-Flüchtling Abschiebeschutz, wenn sein Leben und seine Freiheit in seinem Herkunftsland wegen seiner Rasse, Religion, Staatsangehörigkeit, seiner Zugehörigkeit zu einer bestimmten Gruppe oder wegen seiner politischen Überzeugung nachweislich bedroht ist. Diese Formulierung fand sich auch im § 51 des deutschen Ausländergesetzes.
1,784 Millionen Asylanträge gingen in den neunziger Jahren ein, allein 1992 gab es 438.000 Antragsteller. Die Verschärfung des Asylrechts in Form des sogenannten Asylkompromisses im Jahre 1993 senkte die Zahl deutlich auf 99.000 und senkte sie im Jahre 2004 mit 35.607 Anträgen auf den Stand von 1984. Die größten Gruppen stellten mit einem Viertel Flüchtlinge aus dem ehemaligen Jugoslawien und 15 Prozent aus Rumänien. Wobei die rumänischen Anträge von 104.000 im Jahre 1992 auf 341 im Jahre 1998 schrumpfte. Elf Prozent der Asylbewerber waren türkischer Herkunft.
Etwa 84 (1995) bis 88 Prozent (1998) der Asylbewerber aus dem ehemaligen Jugoslawien waren Kosovo-Albaner und 81 (1995) bis 83 Prozent (1998) aus der Türkei waren Kurden. Im Zeitraum 1999 bis 2003 waren die Hauptherkunftsländer der Antragsteller die Türkei mit 12 Prozent (81 Prozent Kurden), Serbien und Montenegro mit 10 Prozent (41 Prozent Albaner und 34 Prozent Roma) und der Irak mit 8 Prozent (44 Prozent Kurden). Somit flüchteten die meisten vor ethnischen Konflikten.
Darüber hinaus gibt es sogenannte De-facto-Flüchtlinge (kein Rechtsbegriff), deren Abschiebung vorübergehend ausgesetzt wurde, weil in ihrem Herkunftsland eine erhebliche Gefahr für Leib, Leben und Gesundheit besteht oder dringende humanitäre Gründe ihre weitere Anwesenheit im Bundesgebiet gebieten. Dieser Abschiebeschutz nach der Genfer Flüchtlingskonvention nennt sich auch „kleines Asyl“. Eine Schätzung aus dem Jahr 1997 bezifferte etwa 360.000 Betroffene.
Das BAFl beschied nur einen kleinen Teil der Asylanträge positiv. Die geringste Anerkennungsquote lag im Jahre 1993 mit 3,2 Prozent, die höchste mit 9,0 Prozent im Jahre 1995. Nicht eingerechnet, da nicht statistisch erfasst ist die Anzahl der Anerkennungen im Verlaufe von Verfahren vor dem Verwaltungsgericht. Abschiebeschutz nach dem Ausländergesetz gewährten die Behörden zwischen 2,7 (1995) und 5,7 Prozent (1997) Prozent der Antragsteller. Das BAMF fällte 2003 insgesamt 61.961 Entscheidungen in anhängigen Asylverfahren. Die Anerkennungsrate sank auf 1,5 Prozent. 1,8 Prozent der Antragsteller wurde das kleine Asyl gewährt, weiteren 1,6 Prozent eine Duldung, also Aussetzung der Abschiebung.
Der UNHCR geißelt seit 1998 die aktuelle Rechtspraxis, speziell in Deutschland, welche sich in kleinen Anerkennungszahlen niederschlägt. Sie widerspräche dem Text und dem Geist der GFK (DBK (1998): 23) und hofft auf eine Vereinheitlichung auf der Ebene der Europäischen Union bezüglich einer gemeinsamen Einwanderungs- und Asylpolitik, um allen Menschen Schutz zu gewähren, die aus begründeter Furcht vor Verfolgung ihre Heimat verlassen müssen.
Die meisten Asylanträge zwischen 1990 und 1998 betrafen Deutschland, etwa eine Million bewarb sich in den USA, 406.000 in Großbritannien, 283.000 in den Niederlanden und 267.000 in Frankreich. In Relation der Aufnahmen bezüglich der Bevölkerungszahl lagen die Schweiz und die Niederlande vor Deutschland. Seit 2000 sind Großbritannien, Deutschland und Frankreich Hauptaufnahmeländer von Asylbewerbern innerhalb der EU. Unter den 2003 in Deutschland lebenden 7,3 Millionen Ausländern waren 1,1 Millionen anerkannte Flüchtlinge samt Familienangehörigen (davon 188.000 Kontingentflüchtlinge).

#### Kontingentflüchtlinge
Die Zuwanderung von Juden aus dem Gebiet der ehemaligen Sowjetunion regelte von 1991 bis Ende 2004 das Kontingentflüchtlingsgesetz (Gesetz über Maßnahmen für im Rahmen humanitärer Hilfsaktionen aufgenommene Flüchtlinge, HumHAG). Das Gesetz entstand am 12. April 1990 auf Initiative des Zentralen Runden Tisches im Rahmen der frei gewählten Volkskammer, nachdem die SED jegliche historische Verantwortung für die Opfer des Holocausts und ihre Nachkommen abgelehnt hatte. Bewilligte Anträge berechtigten zum Bezug einer unbefristeten Aufenthaltserlaubnis in Deutschland, einer Arbeitserlaubnis und Ausbildungsförderung. Als Nachweis genügte eine Geburtsurkunde, der zufolge man jüdisch ist oder mindestens einen jüdischen Elternteil hat. Voraussetzung der um 1990 einsetzenden Wanderungsbewegung war zunächst eine Verabredung zwischen Bundeskanzler Helmut Kohl und dem damaligen KPdSU-Generalsekretär Michail Gorbatschow, der sich 1988 bereit erklärt hatte, angesichts des bevorstehenden Zerfalls der Sowjetunion jüdische Sowjetbürger nach Deutschland ausreisen zu lassen. Infolgedessen beschloss die Innenministerkonferenz, das HumHAG auf diese Kontingentflüchtlinge anzuwenden.
Das Gesetz wurde nach der Wiedervereinigung übernommen und galt bis zur Einführung des Zuwanderungsgesetzes am 1. Januar 2005. Die Innenminister von Bund und Ländern planten ursprünglich schärfere Bestimmungen für die Einreise jüdischer Immigranten. Diese legten sie erst Ende 2004 vor, wogegen der Zentralrat der Juden erfolgreich protestierte. Es wurde neu verhandelt, so dass selbst die Union progressiver Juden sich zufrieden zeigte. Heute kann einwandern, wem in seinem alten sowjetischen Pass eine „jüdische Nationalität“ bescheinigt wurde oder wer einen jüdischen Elternteil vorweisen kann. In den Staaten der ehemaligen Sowjetunion gilt, anders als in Deutschland, jüdisch als Nationalität im Sinne von Volkszugehörigkeit und wurde so auch in Personenstandsdokumente eingetragen. Jüdische Nationalität, wie jede andere Nationalität in der Sowjetunion, ist in dieser Lesart ein ethnischer, keinesfalls ein religiöser Begriff und wird über ein Elternteil, überwiegend über den Vater übertragen, dies im Gegensatz zur jüdischen Tradition (Halacha), wonach die Zugehörigkeit zum Judentum primär über die Mutter vererbt wird. Die Eheleute des Einreisenden und seine minderjährigen, unverheirateten Kinder dürfen miteinreisen. Gefordert wird jedoch die eigenständige Sicherung des Lebensunterhalts (dazu wird anhand der Selbstauskunft des Einreisewilligen eine Integrationsprognose erstellt, welche die Berufsabschlüsse, die Chancen auf dem Arbeitsmarkt und das Familienumfeld berücksichtigt). Ausgenommen sind von dieser Regel Opfer des Faschismus. Zusätzlich müssen Grundkenntnisse der deutschen Sprache sowie die Zugehörigkeit zu einer jüdischen Gemeinde in Deutschland nachgewiesen werden, mit einer Bestätigung der Zentralwohlfahrtsstelle der Juden in Deutschland unter Einbindung der Union der Progressiven Juden.
Von 1990 bis 1998 wanderten über 100.000 Juden aus dem Gebiet der ehemaligen Sowjetunion nach Deutschland ein. Bis 2004 stieg die Zahl auf 188.000. 30.000 davon nahm allein der Freistaat Bayern auf.
Die Einwanderung sowjetischer Juden sollte zudem die zahlenmäßig schwachen jüdischen Gemeinden stärken. Gemäß dem jüdischen Religionsgesetz, der Halacha, gilt als Jude, wer von einer jüdischen Mutter abstammt oder nach den einschlägigen Regeln eines (orthodoxen) Rabbinatsgerichts zum Judentum übergetreten ist. Deshalb erkannten viele jüdische Gemeinden die Neuzugänge nicht als Mitglieder an. Die Zahl der Mitglieder der jüdischen Gemeinden stieg von knapp 30.000 im Jahr 1990 auf über 105.000 im Jahr 2004. Zudem zeigte sich die Sprachbarriere als großes Hindernis.

#### Bosnische Kriegsflüchtlinge
Angesichts der Menge an Asylanträgen wegen der ethnischen Säuberungen kroatischer und serbischer Milizen, speziell gegen die muslimische Bevölkerung im Krieg von Bosnien, räumte die Bundesrepublik Deutschland 1993 im deutschen Ausländergesetz im § 32a einen speziellen Rechtsstatus für Kriegs- und Bürgerkriegsflüchtlinge ein. Dieser regelte den vorübergehenden Aufenthalt, bis die Asylbewerber in ihren Herkunftsländern wieder ohne Gefahr leben können. Von 1994 bis 1996 stammten über 300.000 Flüchtlinge aus Bosnien-Herzegowina, viele kehrten nach Ende des Krieges in ihre Heimat zurück. Deutschland gewährte zusätzlich erhebliche Mittel zum Wiederaufbau, um den Rückkehrern eine Zukunftsperspektive zu bieten.
1999 lebten in Deutschland 180.000 Angehörige des ehemaligen Jugoslawien mit gesetzlicher Duldung. Einbezogen sind auch viele Albaner, welche seit langer Zeit in Deutschland leben, deren Asylanträge vom BAFl abgelehnt wurden, welche die heutige Bundesrepublik Jugoslawien jedoch nicht wiederaufnimmt.

### Zeitlich limitierte Arbeitnehmermigration aus Nicht-EU-Staaten
Mit den neunziger Jahren entwickelte sich die temporär beschäftigte Gruppe der Werkvertrags- und Saisonarbeiter und Schaustellergehilfen, welche am ehesten mit den ehemaligen Gastarbeitern der 60er Jahre vergleichbar sind. Die Anwerbung von Arbeitskräften, vor allem aus Polen und Ungarn, beruhte auf der teilweisen Aufhebung des Anwerbestopps für ausländische Arbeitnehmer im Jahre 1973. Wirtschaftlich begründet sich dies, trotz hoher allgemeiner Arbeitslosigkeit, in einem sektoralen Mangel an Arbeitskräften in Deutschland, vor allem in der Landwirtschaft sowie dem Hotel- und Gaststättengewerbe.
Im Unterschied zu den ehemaligen Gastarbeitern ist die Dauer des Aufenthalts begrenzt und eine dauerhafte Zuwanderung nach Deutschland ist auch durch entsprechende Staatsverträge rechtlich ausgeschlossen. Aufenthaltserlaubnis und Arbeitserlaubnis ziehen sich bei Saisonarbeitern über maximal drei Monate. Die Zahl stieg von 130.000 im Jahre 1991 auf 200.000 im Jahre 1998 und im Jahr 2004 auf 325.000. 90 Prozent entfallen auf die Landwirtschaft, der Rest arbeitet im Gastgewerbe. Der größte Anteil der Saisonkräfte stammt aus Polen.
Im Falle einer Kooperation deutscher und ausländischer Firmen können sich die Werkvertragsarbeiter bis zu drei Jahre in Deutschland aufhalten. Letztere arbeiten vor allem im Bauwesen, ihre Zahl sank von 95.000 im Jahre 1992 auf 33.000 im Jahre 1998, kletterte dann bis 2003 auf 43.804.
Polen und Ungarn wurden im Rahmen der EU-Erweiterung 2004 zu Mitgliedsstaaten der EU, doch galten in Deutschland in den folgenden Jahren noch eingeschränkte Regeln für die Freizügigkeit der aus diesen Ländern kommenden Arbeitskräfte. Seit 2004 haben deutsche Landwirte auch für ausländische Saisonarbeiter Beiträge an die ausländische Sozialversicherung abzuführen.